# The Black Parade
The Black Parade, és el tercer disc d'estudi del grup de post hardcore My Chemical Romance, que fou llançat internacionalment el 23 d'Octubre de 2006. Com els dos discs anteriors del grup, The Black Parade, és un àlbum conceptual i en aquest cas deixa evoluciona del punk inicial a una òpera rock. Aquest se centra en un pacient de càncer. L'àlbum el va produir Rob Cavallo, que ha produït també la majoria dels Disc compacte de Green Day des de 1994. També és el primer àlbum amb Bob Bryar tocant la bateria. Molts crítics han vist el disc com un espectacle, i ha gaudit d'una crítica generalment favorable. La caixa de l'edició especial de l'àlbum, va ser nominada a un Premi Grammy.

## Cançons
1. The end. – 1:52
2. Dead! - 3:12
3. This Is How I Disappear - 3:59
4. The Sharpest Lives - 3:20
5. Welcome to The Black Parade - 5:11
6. I don't love you - 3:58
7. House of Wolves - 3:04
8. Cancer - 2:22
9. Mama - 4:39
10. Sleep - 4:43
11. Teenagers - 2:41
12. Disenchanted - 4:55
13. Famous Last Words - 4:59
14. Blood (cançó oculta) - 2:53

### B-Sides
1. Heaven Help Us – 2:54
2. My Way Home Is Through You – 2:59
3. Kill All Your Friends – 4:28

## Crèdits
- Gerard Way - cantant
- Mikey Way - baix elèctric
- Frank Iero - guitarra rítmica i veus de fons
- Ray Toro - guitarra principal i veus de fons
- Bob Bryar - bateria
- Rob Cavallo - piano
- Jaime Muhoberac: Órgue Hammond, sintetizador, y piano a "Blood"
- Cheech Iero: Percussió addicional a "Welcome to the black parade"
- Linda Iero, Donald James, Donna Lee Way: veus addicionals a "Mama"
- Liza Minnelli: Vocalista invitada a "Mama" i "Blood"
- James Jean - Art
- Chris Anthony - Fotògraf